# Francesc Arnau
Francesc Xavier Arnau i Grabalosa (Gerona, 23 marzo 1975 – Oviedo, 22 maggio 2021) è stato un calciatore spagnolo, di ruolo portiere.

## Biografia
Arnau è stato ritrovato morto in una stazione ferroviaria di Oviedo, il 22 maggio 2021; date le circostanze del ritrovamento, potrebbe essersi trattato di un suicidio. Suo figlio Pol è anche un calciatore.

## Palmarès

### Club

#### Competizioni nazionali
- Campionato spagnolo: 2

Barcellona: 1997-1998, 1998-1999
- Coppa di Spagna: 2

Barcellona: 1996-1997, 1997-1998
- Supercoppa di Spagna: 1

Barcellona: 1996

#### Competizioni internazionali
- Coppa delle Coppe: 1

Barcellona: 1996-1997
- Supercoppa UEFA: 1

Barcellona: 1997
- Coppa Intertoto UEFA: 1

Málaga: 2002

### Nazionale
- Campionato d'Europa Under-21: 1

1998

### Individuale
- Miglior giocatore dell'Europeo Under-21: 1

Romania 1998